# Graptopetalum fruticosum

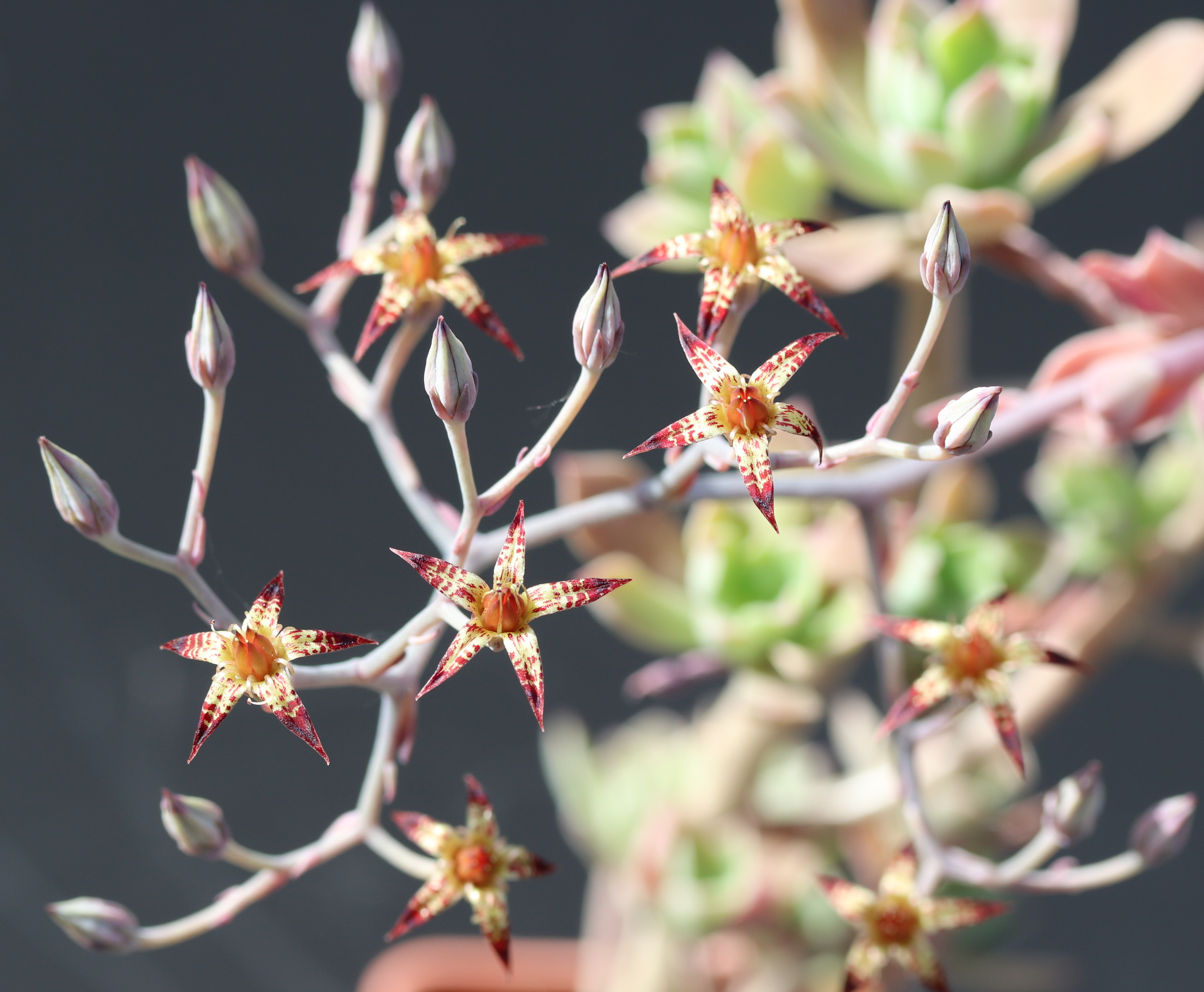
Flor

Graptopetalum fruticosum és una espècie de planta suculenta del gènere Graptopetalum, de la família de les Crassulaceae.

## Descripció
És un petit arbust suculent perenne, de fins a 40 cm d'alçada, que forma rosetes de creixement apical, de 3 a 7 cm de diàmetre, amb 20 a 30 fulles escampades entre 2,5 i 10 cm. Les fulles són carnoses espatulades a rombo-espatulades, elongades o arrodonides, lleugerament mucronades, de color verd clar o vermellós. Les fulles velles es van marcint i caient, quedant les tiges pelades verticals ramificades laxes, amb la roseta al final.
Les inflorescències, en forma de tirs, de 12 a 30 cm de llarg, surten uns centímetres per sota de la punta de la tija, glauco-pruïnoses, amb 5 a 12 branques escorpioïdes, amb 12 a 50 flors.
Les flors, en forma d'estrella, de color groc pàl·li o blanc-grogós, amb petites taques vermelles que conflueixen a les puntes.

## Distribució
Planta endèmica de Jalisco a Mèxic. Creix a les roques a 1000-1500 m d'altitud.

## Taxonomia
Graptopetalum fruticosum va ser descrita per Moran, Reid Venable i publicada a Cactus and Succulent Journal 40: 152. 1968.

### Etimologia
Graptopetalum: nom genèric que deriva de les paraules gregues: γραπτός (graptos) per a "escrits", pintats i πέταλον (petalon) per a "pètals" on es refereix als pètals generalment tacats.
fruticosum: epítet llatí que significa 'arbustiu'.